# Kuwaitische Beachhandball-Nationalmannschaft der Männer
Die kuwaitische Beachhandball-Nationalmannschaft der Männer repräsentiert den kuwaitischen Handball-Verband als Auswahlmannschaft auf internationaler Ebene bei Länderspielen im Beachhandball gegen Mannschaften anderer nationaler Verbände.
Es ist die bislang einzige Beachhandball-Nationalmannschaft des Landes, eine als Unterbau fungierende Nationalmannschaft der Junioren wurde bislang ebenso wenig ins Leben gerufen, wie eine Kuwaitische Beachhandball-Nationalmannschaft der Frauen als weibliches Pendant.

## Geschichte
Nachdem andere Nationen der Region wie Ägypten, Oman und vor allem Katar im Beachhandball nennenswerte Erfolge erreicht hatten, folgte auch Kuwait mit der Gründung einer Nationalmannschaft nach. Zwischen 2008 und 2014 nahm die Mannschaft an internationalen Turnieren teil. Schnell stellten sich Erfolge ein. Bei den in Asien prestigeträchtigen Asian Beach Games war Kuwait von Beginn an dabei, erreichte bei der ersten Austragung 2008 auch gleich das Finale, wo man allerdings Pakistan unterlag. Den größten Erfolg erreichte die Mannschaft zwei Jahre später, als der Titel gewonnen werden konnte, im Finale glückte die Revanche gegen Pakistan. 2011 trat der Golfstaat das einzige Mal bei Asienmeisterschaften an und gewann prompt die Bronzemedaille. Mit dem dritten kontinentalen Rang qualifizierte sich die Mannschaft für die Weltmeisterschaften 2012 in Maskat, Oman, wo man den zehnten Rang unter 12 Mannschaften belegte. Bis 2014 folgten noch zwei Teilnahmen bei Asian Beach Games, wo jeweils der fünfte Rang belegt wurde. Seitdem ist keine kuwaitische Mannschaft mehr international bei einer Meisterschaft in Erscheinung getreten, starteten aber etwas 2021 bei den nationalen Beach Games Indonesiens auf Bali.

## Teilnahmen
| World Games - 2001: nicht eingeladen - 2005: nicht eingeladen - 2009: nicht eingeladen - 2013: keine Teilnahme - 2017: keine Teilnahme - 2022: keine Teilnahme World Beach Games - 2019: nicht qualifiziert - 2023: nicht qualifiziert | Weltmeisterschaften - 2001: keine Teilnahme - 2004: keine Teilnahme - 2006: keine Teilnahme - 2008: keine Teilnahme - 2010: keine Teilnahme - 2012: 10. - 2014: keine Teilnahme - 2016: keine Teilnahme - 2018: keine Teilnahme - 2020: keine Teilnahme - 2022: keine Teilnahme | Asienmeisterschaften - 2004: keine Teilnahme - 2007: keine Teilnahme - 2011: 3. - 2013: keine Teilnahme - 2015: keine Teilnahme - 2017: keine Teilnahme - 2019: keine Teilnahme - 2022: keine Teilnahme - 2023: Details | Asian Beach Games - 2008: 2. - 2010: 1. - 2012: 5. - 2014: 5. - 2016: keine Teilnahme - 2023: |